# Oraesia argyrosigna
Oraesia argyrosigna is een vlinder uit de familie van de spinneruilen (Erebidae). De wetenschappelijke naam van de soort is voor het eerst geldig gepubliceerd in 1887 door Moore, [1884] 188.